# El ministro y yo
El ministro y yo es una película de comedia y política mexicana de 1976, dirigida por Miguel M. Delgado y protagonizada por Mario Moreno «Cantinflas», Chela Castro, Lucía Méndez y Ángel Garasa.Ésta fue la última película en la que Cantinflas actúa junto a Garasa, quien falleció poco después de su estreno. En la cual destaca la participación especial de la actriz infantil, Delia Peña Orta, además de Raúl «Chato» Padilla, más conocido por aparecer años después en series y películas de Chespirito.

## Argumento
Mateo Melgarejo (Cantinflas) es un mecanógrafo de la Ciudad de México que vive en una casa de huéspedes, atendida por Doña Estrellita (Manolita Saval), quien es la dueña y una antigua estrella de la música española. Mateo convive con un grupo de personas singulares; una de ellas es Don Nacho (Alonso Castaño), quien se encuentra en trámites para vender un terreno, por el cual le quieren pagar muy poco, por lo que Mateo se ofrece a ayudarlo para hacer un catastro y saber el costo real del terreno; sin embargo, en cada una de las oficinas gubernamentales no obtienen el apoyo esperado, por lo que Mateo decide escribir una carta directamente al ministro Antonio (Miguel Manzano).
La carta resulta ser acertada y lo lleva a una reunión con el ministro en persona, con quien expone el problema sobre el catastro que busca solucionar. Allí Mateo descubre que el ministro comparte su fascinación por las estampillas de correo; por lo cual le pide que lo ayude a clasificar su colección y es así como comienzan una gran amistad.
En esos momentos, Mateo conoce a Bárbara (Lucía Méndez), la sobrina de Vicky (Chela Castro) e hija del ministro, quien le pide prestado su auto antiguo para una carrera. El ministro le ofrece un puesto en su oficina y viéndolo como un buen sacrificio, Mateo acepta. Al llegar a la oficina del ministro, el licenciado (Raúl "Chato" Padilla) le explica a Mateo que él trabaja con gente por sus méritos y no por recomendaciones, haciendo alusión a que Mateo llegó hasta ahí por su amistad con el ministro, por lo que desde un inicio lo manda a trabajar al archivo.
En el cual, conoce a Avelino Romero «Romeritos» (Ángel Garasa), quien le explica todo el trabajo realizado desde entonces. Un día, el ministro manda a llamar a Mateo, a lo que el licenciado entra en pánico, pues teme que hable mal del trabajo que le dio a Mateo, por lo que cuando Mateo sale de la oficina, el licenciado no duda en interceptarlo y preguntarle que es lo que ha hablado con el ministro. Mateo le hace pensar que hablaron sobre cosas importantes y una de ellas es el trabajo que está desempeñando, diciendo que le queda muy corto para el potencial que tiene; el licenciado le promete que muy pronto lo promoverá.
Durante todo esto, Romeritos ha estado esperando su jubilación, por lo cual parece que nunca llegará, pero Mateo lo sorprende con la noticia de que su jubilación en cincuenta años ya ha sido firmada por el ministro. Romeritos, para celebrarlo, invita a Mateo a la celebración del cumpleaños de su nieta María (Delia Peña Orta), quien es sordomuda. Mateo se encariña por la nieta de Romeritos, aprendiendo lenguaje de señas para poder comunicarse con ella; mientras que Romeritos se encuentra preocupado, ya que piensa en qué es lo que pasará con María cuando el ya no esté, a lo que Mateo le asegura que a María jamás le hará falta nada ni nadie. Mateo busca una cura para ella, pero la cura sólo esta en Suiza y no tiene dinero para solventar el conflicto.
Mientras tanto, Mateo es hecho encargado de la subdirección de personal, lo que a algunos de sus compañeros de trabajo no les cae nada bien, pues afirma que va a hacer su trabajo y a asegurarse de que los demás también hagan el suyo. Un día, Bárbara va en busca de Mateo a su oficina, ya que tienen que terminar algunos ajustes para la carrera a la que están inscritos; el licenciado, al ver que la hija del ministro se reúne con Mateo, comienza a sospechar que Mateo podría ser alguien de gran poder que esta vigilando que todos en la oficina cumplan con su trabajo, por lo que decide fortalecer sus lazos con Mateo para que posteriormente, su amistad lo favorezca. Llega el día de la carrera y todo va bien, pero el carro de Mateo sufre muchos percances, sin embargo, eso no lo detiene para ser el ganador de la carrera.
El licenciado, en su afán de crear conexiones importantes con Mateo, lo invita a comer a su casa. En ese momento, Mateo es llamado a la oficina del ministro, quien le comunica que dejará el ministerio, pues lo han enviado a Inglaterra como embajador y entre tanto, también le pide que le venda su colección de estampillas. Mateo acepta, pues con ese dinero enviará a Romeritos y María a Suiza.
Tiempo después, el licenciado sospecha que Mateo no tiene conexiones con gente importante, por lo que lo devuelve a su antiguo trabajo en el archivo. Mateo le menciona que cuando se conocieron, él le había mencionado que no se dejaba sorprender por gente que sólo era recomendada, rechazando la invitación a comer a su casa. De vuelta en el archivo, Mateo tiene un nuevo jefe, quien lo envía a entregar un archivo al subdirector, pero es un archivo equivocado, por lo que el subdirector reprende a Mateo, quien alega que el que se equivocó fue su jefe; el licenciado lo ignora y le pide que renuncie. Mateo renuncia, pero antes de irse pronuncia un gran argumento sobre lo que realmente es ser un burócrata.
Mateo vuelve a trabajar para el pueblo como mecanógrafo y un día mientras desempeña nuevamente su trabajo, María y Romeritos llegan a su encuentro, con la sorpresa de que María ya por fin escucha y puede hablar con Mateo.

## Reparto
- Mario Moreno "Cantinflas" como Mateo Melgarejo «Mateíto».
- Chela Castro como Victoria «Vicky». (como Celia Castro).
- Lucía Méndez como Bárbara.
- Ángel Garasa como Avelino Romero «Romeritos».
- Manolita Saval como doña Estrellita.
- Delia Peña Orta como María, sordomuda
- Alonso Castaño como don Nacho.
- Miguel Manzano como don Antonio, ministro.
- Daniel "Chino" Herrera como Huésped de Yucatán (como Daniel "Chino" Herrera).
- Raúl "Chato" Padilla como licenciado.
- Tamara Garina como Tamarita.
- Alejandra Meyer como Julia Ramírez, secretaria del licenciado.
- José Manuel Fregoso.
- Pedro Damián como Pedro Muñoz Romero.
- Judith Velasco como Anita.
- Pedro de Aguillón como Alcalino Buenrostro.
- Gastón Melo como huésped de Nuevo León.
- Mónica Prado como empleada de oficina.
- Héctor Suárez como burócrata.
- Manuel Alvarado como Gordo (no acreditado).
- Socorro Avelar como Lupita (no acreditada).
- Carmen del Valle como empleada de oficina (no acreditada).
- Federico González como empleado del departamento de quejas (no acreditado).
- Rojo Grau como Spindola Jr. (no acreditado).
- Cecilia Leger como cliente (no acreditada).
- Inés Murillo como Chonita, sirvienta (no acreditada).
- Rubén Márquez como empleado de oficina (no acreditado).
- Fernando Pinkus como Burócrata (no acreditado).
- Marcelo Villamil como empleado de oficina (no acreditado).
- Fernando Yapur como mayordomo (no acreditado).